# Aratea des Cicero
Die Aratea des Cicero sind eine von Cicero angefertigte Übersetzung des astronomischen Lehrgedichts Phainomena des Aratos von Soloi in die lateinische Sprache.

## Autor und Entstehungszeit
Es handelt sich um ein Jugendwerk Ciceros. In seinem wesentlich späteren Dialog De natura deorum wird es vom Gesprächsteilnehmer Quintus Lucilius Balbus mit den Worten vorgestellt:

„ich werde dabei das Gedicht des Aratos benutzen, das du als ganz junger Mann (= adulescentulus) übersetzt hast“

Cicero wird die Aratea also etwa 85 v. Chr. geschrieben haben. Allerdings verspricht Cicero 60 v. Chr. im Atticus-Brief II, 1 die Zusendung der Prognostica mea, des zweiten Teiles der Phainomena. Ob Cicero damit eine erneute Überarbeitung bezeichnet oder diesen zweiten Teil als eigenständiges Buch begreift, das er erstmals in Angriff nehme, muss offenbleiben.

## Inhalt und Sprache
Cicero beschreibt, seinem Vorbild folgend, zunächst die Sternbilder des nördlichen Teils der Himmelskugel, beginnend mit dem großen und kleinen Bären, wie sie aufeinanderfolgen. Anschließend werden die Milchstraße, der Äquator, die Wendekreise und der Zodiak, schließlich die Auf- und Untergänge der Sternbilder dargestellt. Von der darauf folgenden Prognostica sind nur geringe Reste erhalten.
Cicero folgt seinem Vorbild eng ohne Ausschmückung oder beigefügte Erläuterungen aus der römischen Vorstellungswelt und formt das Werk in Hexametern. Einige sachliche Fehler sprechen dafür, dass ihm das Thema nicht völlig vertraut war. So überträgt er in Vers 435 den εϋρος = Ostwind mit Fauonus, das ist aber ein Westwind.
Die Bezeichnungen werden häufig ins Lateinische übersetzt, wie z. B. Hund, Kranz. Viele Eigennamen wie Orion werden übernommen. Es gibt aber auch Sternbilder, bei denen Cicero die lateinische Bezeichnung beibehält, etwa Vers 255: Plejaden wird mit Vergiliae bezeichnet, wie es sich auch bei Marcus Terentius Varro findet. Spätere Übersetzer behalten den griechischen Begriff bei.

## Weiterleben und Überlieferung
Ciceros Jugendwerk hat möglicherweise die späteren Übersetzungen, die Aratea des Germanicus, die Phaenomena des Avienus angeregt. Direkte Textbezüge finden sich nicht.
Im Gesamtwerk Ciceros nehmen die Aratea einen bescheidenen Platz ein. Als einziges Werk Ciceros wurde nie eine Abschrift zusammen mit anderen Werken Ciceros erstellt. Es existiert auch keine komplette Wiedergabe. Vielmehr sind einige mittelalterliche Handschriften überliefert, die alle nach demselben Schema aufgebaut sind, nur einen Teil der Schrift enthalten und wohl auf einen einzigen Archetyp zurückgehen.
In diesen Handschriften werden die Aratea zusammen mit thematisch verwandten Schriften, wie den Aratea des Germanicus, der De astronomia des Hyginus Mythographus, Exzerpten aus Werken des älteren Plinius u. a. wiedergegeben. Die Manuskripte enthalten zahlreiche Darstellungen von Sternbildern und Himmelsdarstellungen, zu deren Erläuterungen die Texte dienen. Lediglich die Verse 229–701 der Aratea werden verwendet. Die Verse 702–732 fehlen ganz. Die folgenden Verse sowie die Anfangsverse sind zum Teil durch Eigenzitate Ciceros erhalten. In seinem Dialog De natura deorum preist der Gesprächspartner Quintus Lucilius Balbus die Schönheit des Sternenhimmels, indem er die Verse 1–450 der Aratea in Auszügen zitiert. Im Dialog De divinatione zitiert der Bruder Ciceros zwei kleinere Versgruppen aus dem Endteil des Lehrgedichtes, der Prognostica.

## Textausgaben
- Aratos: Phainomena. (griechisch-deutsch) Herausgegeben und übersetzt von Manfred Erren. In: Sammlung Tusculum. Artemis & Winkler, Düsseldorf 2009, ISBN 978-3-538-03517-1.
- Cicéron: Aratea, Fragments Poétique, Texte établi et traduit par Jean Soubiran, Paris 1972.
- M. Tullius Cicero: Vom Wesen der Götter, herausgegeben, übersetzt und erläutert von Wolfgang Gerlach und Karl Bayer, München 1978.